# Phenacobrycon henni
Phenacobrycon henni är en fiskart som först beskrevs av Eigenmann, 1914.  Phenacobrycon henni ingår i släktet Phenacobrycon och familjen Characidae. Inga underarter finns listade i Catalogue of Life.